# Arturo Michelini
Arturo Michelini (Florence, 17 février 1909 - Rome, 15 juin 1969) était un homme politique et journaliste italien. Il a été, de 1948 jusqu'à sa mort, député du Parlement italien à cinq assemblées législatives appartenant au Mouvement social italien, dont il a été l'un des fondateurs en 1946 et secrétaire de 1954 à 1969; il était également directeur du Secolo d'Italia, la presse officielle du parti.

## Biographie

### L'adhésion au fascisme
Fils d'un avocat inscrit au Parti libéral, il a participé, pendant le fascisme, à la guerre civile espagnole (1936-1939) parmi les fascistes italiens pour soutenir le coup d'État franquiste. Au sein du Parti national fasciste, il est venu occuper le poste de député fédéral de la capitale.
Membre de la République sociale italienne, après la fin de la guerre, il a continué à soutenir les survivants de l'expérience de Salò.

### La fondation du MSI
Il faisait partie des fondateurs du Mouvement social italien. En effet, le parti a été fondé le 26 décembre 1946, précisément dans son bureau à Rome (il était assureur), avec le premier secrétaire Giacinto Trevisonno. En 1948, il était l'un des six représentants du MSI élus à la Chambre des députés.
Dans les premières années du parti, Michelini était l'administrateur, collaborant avec le secrétaire Augusto De Marsanich. Son élection en tant que secrétaire national lors du congrès de Missino en 1954 était certainement due à sa grande capacité à fournir au parti le financement dont il avait absolument besoin.

### Secrétaire du parti
Il représentait le courant modéré et pro-bourgeois, lié aux souvenirs de la période fasciste plutôt qu'au fascisme républicain et désireux d'insérer le néo-fascisme dans le lit de la droite et de faciliter ainsi l'entrée dans le jeu politique et parlementaire italien de ces années, caractérisées par la guerre froide et par la crainte, à l'intérieur et à l'extérieur de l'Italie, d'une prise du pouvoir par les communistes.
Les références (parfois cependant seulement recherchées ou espérées) de cette politique conservatrice mais non subversive de "grande droite" étaient: sur le plan politique interne, les monarchistes, les libéraux et les démocrates chrétiens (ou du moins les courants les plus conservateurs de ces deux dernières parties); sur le plan social, la petite bourgeoisie, craintive du communisme et souvent peu liée à la démocratie parlementaire, et la grande capitale, d'où vient précisément le soutien économique dont Michelini, à sa connaissance (et surtout avec son image rassurante, pour ainsi dire consommable), il pourrait garantir; dans le domaine international, les États-Unis d'Amérique et le pacte atlantique.
Ce sont avant tout ceux qui, après avoir participé à la guerre aux côtés de la République sociale italienne, sont restés attachés aux valeurs et aux suggestions du Manifeste de Vérone, constituant du dernier État fasciste. Ce courant révolutionnaire du MSI était plus extrémiste en termes de méthodes et méthodes de lutte politique, tendanciellement anti-bourgeois, anticapitaliste et socialiste en termes socio-économiques, adoptant du côté politique une perspective anti-occidentale et anti-OTAN . Outre des personnalités telles que Giorgio Pini et Domenico Leccisi, ce courant était dirigé par Giorgio Almirante, qui a longtemps été le principal adversaire de Michelini au sein du parti.
En 1963, à l'occasion du VIIe Congrès du Mouvement social italien tenu à Rome, Michelini vainquit la minorité révolutionnaire dirigée par Giorgio Almirante et organisée dans le nouveau "Renouveau" actuel. Lors du VIIIe congrès suivant, célébré à Pescara en 1965, malgré l'opposition de Pino Romualdi, qui présenta sa propre motion, un accord fut conclu entre Michelini et Almirante, qui votèrent pour une motion unifiée. Michelini, avec le soutien d'Almirante, est donc réélu secrétaire.

### A la droite des gouvernances
Dans les années cinquante, le MSI était au pouvoir dans divers conseils des autorités locales, toutes situées dans le centre-sud: Naples, Caserte, Lecce, Bari, Foggia, Reggio Calabria, Catane, Trapani, Latina, Pescara, Campobasso, Salerno. En 1958, le parti est entré dans le gouvernement de la région sicilienne, pendant la phase de milazzismo. La tentative de construire une majorité politique de centre-droit, voire de droite, en Italie, sans être ouvertement réactionnaire, avait des chances concrètes de succès à la fin des années cinquante. Un moment décisif pour cette stratégie (à laquelle certains secteurs industriels confessionnels et certains milieux catholiques étaient favorables) a été l'histoire brève mais dramatique et ambiguë du gouvernement Tambroni, soutenu par le MSI, qui est tombé après les événements de Gênes du 30 Juin 1960. L'échec de la tentative de Tambroni et la prédominance, dans le DC, des courants favorables à gauche déterminent, en quelques années (1962-1963), la naissance du centre-gauche et , la défaite définitive du projet politique du Mouvement social "à double boutonnage" (selon une métaphore journalistique répandue) par Arturo Michelini.
Néanmoins, il tient toujours les rênes du parti, soutenu ces dernières années par le même Almirante. Il était toujours secrétaire quand, à cause de l'aggravation soudaine d'une maladie incurable, il décéda le 15 juin 1969 dans une clinique romaine, à l'âge de 60 ans.